# Platyrrhinus helleri

O Platyrrhinus helleri conhecido também como Morcego de Nariz largo ou Morcego de Heller é um mamífero chiroptera únicos representantes voadores dessa classe, da familía Phyllostomidae compreendido no gênero Platyrrhinus,sendo essa espécie a mais comum e difundida desse gênero. É distribuido deste o sul do México até a América do sul, no norte do Peru e na bacia Amazônica. No entanto, pesquisas recentes encontraram o no cerrado do Mato Grosso do Sul em zonas urbanas e cavernas, mostrando que a abrangência de seu habitat não esta concretamente estabelecida.

## Características
Platyrrhinus helleri é relativamente pequeno em tamanho corporal; o comprimento médio do corpo é 58,2 mm e o peso corporal médio total é 15,6 g. Tem uma protuberância pontiaguda e carnuda saindo do nariz em forma de folha. Esse morcego tem focinho alongado e crânio estreito. A característica mais notável são as quatro linhas brancas em sua face; dois dos cantos da boca até abaixo da orelha e dois do nariz até logo acima da orelha. Suas orelhas são arredondadas e têm 17,1 mm de comprimento em média.
A pelagem dorsal é uma mescla de castanho claro a médio, com uma linha branca contínua do topo da cabeça à cauda. A pelagem ventral é mais clara sem a linha.A envergadura da asa média é 304 mm. Este morcego tem asas largas com formato aproximadamente elíptico. P. helleri não tem cauda e os membros e pés traseiros são cobertos de pelos até as garras. Seus habitos são noturnos,alimentam se de frutas e insetos.

## Etimologia
Platyrrhinus  é a união dos termos gregos  Platys, largo, e rrhinus rinoceronte , nariz. O nome específico helleri é a latinização do nome próprio Heller por Edmund Heller, um cientista norte-americano que capturou o espécime designado como holótipo na descrição desta espécie no México.

## Reprodução
O sistema de acasalamento de P. helleri não foi totalmente descrito, mas há informações disponíveis de espécies relacionadas. A maioria dos morcegos filostomídeos vive apenas com o mesmo sexo até que ocorra a temporada de acasalamento, quando os machos reivindicam um território e fazem abrigos. Eles lutam agressivamente pelo território.
Esses morcegos se reproduzem entre os meses de março e agosto. Isso corresponde ao final da estação seca e a meio da estação chuvosa. A maturidade sexual é atingida por volta dos nove meses de idade (381 dias) em todas as fêmeas de morcego com nariz de folha. Estima se que a duração da gestação de P. helleri dura 115 dias.

## Habitat e distribuição
P. helleri é normalmente encontrado em ambientes quentes e úmidos, como florestas tropicais, mas também foi encontrado em locais mais secos,como cerrados e regiões de vegetação árida. Indivíduos já foram capturados em Belize, Peru e cerrado do Brasil. Frisando sua frequência no ambiente tropical. Eles empoleiram-se ou fazem seus ninhos em locais úmidos e escuros como cavernas, árvores ocas e em folhagem densa,tem a particulariedade de criar tendas com folhas grossas e folhas de palmeira. Habitam também construções abandonadas,bueiros e regiões de plantações de frutas. 

## Estado de conservação
Menor preocupação